# 陈岱础
陈岱础（1913年1月2日—），福建闽侯人，出生于上海，其父陈模为二次革命烈士。
陈岱础从燕京大学毕业后赴欧美留学，获美国哥伦比亚大学政治学硕士、英国伦敦大学国际关系博士。后担任国民政府外交部专员、秘书。1943年起，历任中华民国驻苏联大使馆一等秘书、参事，联合国大会中国代表团顾问，巴黎和会中国代表团顾问，外交部代理亚西司司长，美洲司司长。1952年出任中华民国驻澳大利亚大使館公使。1959年返台任外交部顾问。1962年1月18日，出任中华民国驻利比里亚大使。1967年调回后任教于政治大学、东吴大学等校。从1971年起至1979年中华民国与美国断交为止任驻美国大使馆公使。后又曾任亚太国会议员联合会副秘书长、淡江大学教授、世界反共联盟中华民国分会顾问、行政院新闻局顾问、外交部顾问等职。